# هنريتا جونستون
هنريتا جونستون (بالإنجليزية: Henrietta Johnston) هي رسامة أمريكية، ولدت في 1674 في فرنسا، وتوفيت في 9 مارس 1729.

## وصلات خارجية
- هنريتا جونستون على موقع الموسوعة البريطانية (الإنجليزية)